# A Magyar Bányászfelőr Kézi Könyvtára
A Magyar Bányászfelőr Kézi Könyvtára egy 19. század végi–20. század eleji magyar műszaki könyvsorozat volt, amely Joerges Ágost özv. és fia kiadásban Selmecbányán jelent meg 1898 és 1907 között, és a következő köteteket tartalmazta:
- I. Litschauer Lajos: Hivatalos irálytan, különös tekintettel a bányászat, kohászat és erdészet kivánalmaira. A bányászat, kohászat és erdészeti szakokra készülők és az e szakoknál alkalmazott irodaszemélyzet (irodatisztek, irodasegédek, bánya-, kohó és erdő-altisztek) számára, 1898
- II. Litschauer Lajos: Ásványtan, különös tekintettel Magyarország bányászati viszonyaira, 1898
- III. Litschauer Lajos: Földtan, 1898
- IV. Litschauer Lajos: Kőzettan – Őslénytan, 1899
- V. Litschauer Lajos: Terepismeret. Kutatás, 1899
- VI. Litschauer Lajos: Mélyfúrás (169 l.), 1899
- VII. Litschauer Lajos: Bányászati munkálatok, 1900
- VIII. Litschauer Lajos: Fejtés, 1900
- IX. Litschauer Lajos: Szállítás. Járás, ? év
- X. Litschauer Lajos: Bányák biztosítása, 1900
- XI. Litschauer Lajos: Légvezetés, szellőztetés. Világítás, ? év
- XII. Litschauer Lajos – Kosztella János: Kőszén- és érczelőkészítés. Briquettegyártás. Kokszégetés, ? év
- XIII. Litschauer Lajos: Földméréstan, ? év
- XIV. Csia Ignác: Bányaméréstan, különös tekintettel Magyarország bányászati viszonyaira[halott link]. (VII és 222 l.) 1904
- XV. Litschauer Lajos: Mechanika. Gépelemek, ? év
- XVI. Litschauer Lajos: Általános géptan, ? év
- XVII. Litschauer Lajos: Bányagéptan, ? év
- XVIII. Litschauer Lajos: Középítéstan, különös tekintettel Magyarország bányászati viszonyaira. (VIII, 303 l.) 1907
- XIX. ?: Elektrotechnika. Mechanikai technológia, ? év
- XX. Hank József: Számvitel, 1908